# Distributel
Distributel est une entreprise de télécommunications fondée au Canada en 1988. Leurs services comportent une vaste gamme de produits Internet haute vitesse avec téléchargement illimité, notamment des services d'Internet par câble, DSL et FTTN (fibre optique). Distributel propose également des lignes de téléphonie Internet (VoIP), des forfaits d’interurbains ainsi que la télé IP. Distributel est l'un des principaux fournisseurs de services Internet au Canada et un pionnier en matière d'interurbain à code d'accès. Les provinces desservies sont le Québec, l'Ontario, l'Alberta et la Colombie-Britannique.

## Historique

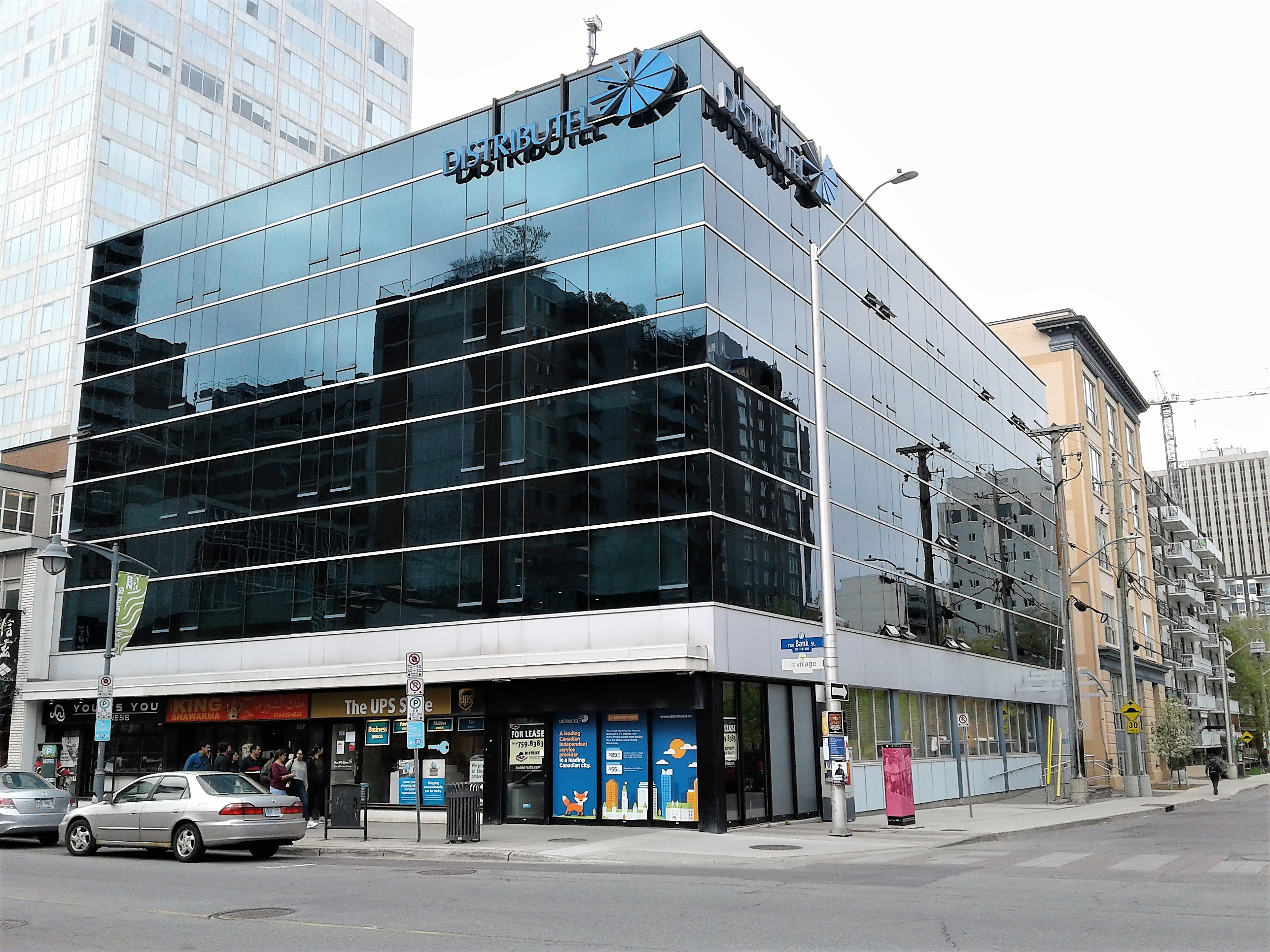
Ancien siège social à Ottawa

Fondée en 1988 par Mel Cohen, elle dut à ses débuts lutter contre le géant des télécommunications canadiennes Bell qui ne se réjouissait pas de la possibilité qu'une compagnie puisse offrir des services interurbains par le biais de son réseau de distribution. Le CRTC (Conseil de la radiodiffusion et des télécommunications canadiennes) donnera finalement gain de cause à Distributel dans ce dossier, ce qui fera jurisprudence en ouvrant la voie à la concurrence dans le marché de l’interurbain au Canada.
L'entreprise a depuis connue une croissance remarquable en ajoutant à son portefeuille de produits des services d’Internet, de téléphonie par Internet (VoIP) et de télé IP offert à plus de 200 000 abonnés.
En 2011, Distributel a acquis Acanac Inc., un fournisseur de services Internet haute vitesse et de téléphonie résidentielle numérique (VoIP) partout en Ontario et au Québec.
Le 31 mars 2014, Matt Stein s'est joint à l'équipe de Distributel au poste de président-directeur-général, alors que Mel Cohen maintient son rôle de
président.
En septembre 2016, Distributel acquiert Yak Communications auprès de Globalive (en).
En janvier 2017, Distributel annonce un partenariat avec jBilling visant à offrir plus de flexibilité à ses systèmes d'entreprise.
En octobre 2017, Distributel a annoncé l'acquisition d'actifs sélectionnés de Teliphone Navigata-Westel Communications (TNW).
En novembre 2017, Distributel a annoncé avoir acquis 100 % de Zazeen Inc.
En janvier 2018, Distributel a annoncé un partenariat avec Eeyou Communications Network (ECN) pour fournir des services Internet haute vitesse, de téléphonie résidentielle et de télévision à huit communautés de la région d'Eeyou Istchee Baie-James, dans le nord du Québec, en utilisant une nouvelle fibre ECN pour le réseau domestique.
Le 19 janvier 2021, Distributel annonce l'acquisition du fournisseur concurrent Primus Canada.
En septembre 2022, Distributel Communications Limited est acquise par Bell.